# 미카엘 텔크비스트
미카엘 칼 텔크비스트(스웨덴어: Mikael Karl Tellqvist, 1979년 9월 19일~)는 스웨덴의 은퇴한 아이스하키 선수로 포지션은 골텐더이다.